# Ferdinando Terruzzi
Ferdinando Terruzzi, dit Nando Terruzzi, (né le 17 février 1924 à Sesto San Giovanni, dans la province de Milan, en Lombardie et mort le 9 avril 2014 à Sarteano en Toscane) est un coureur cycliste italien. Il a été médaillé d'or du tandem avec Renato Perona lors des Jeux olympiques de 1948 à Londres. Il est ensuite passé professionnel et a remporté 23 six jours durant sa carrière.

## Palmarès

### Jeux olympiques
- Londres 1948
  -  Champion olympique du tandem (avec Renato Perona)

### Six Jours
- 1949 : Berlin (avec Severino Rigoni)
- 1950 : New York (avec Severino Rigoni)
- 1951 : Münster (avec Severino Rigoni)
- 1953 : Alger, Barcelone (avec Miguel Poblet), Dortmund, Saint-Étienne, Copenhague (avec Lucien Gillen)
- 1954 : Copenhague (avec Lucien Gillen)
- 1955 : Berlin, Gand (avec Lucien Gillen)
- 1956 : Gand (avec Reginald Arnold)
- 1957 : Dortmund (avec Reginald Arnold), Paris (avec Jacques Anquetil, André Darrigade), Anvers (avec Willy Lauwers, Reginald Arnold)
- 1958 : Paris (avec Jacques Anquetil, André Darrigade)
- 1959 : New York (avec Leandro Faggin), Aarhus (avec Knud Lynge)
- 1960 : Buenos Aires (avec Enzo Sacchi)
- 1961 : Essen, Milan (avec Reginald Arnold)
- 1963 : Milan (avec Peter Post), Montréal (avec Mino De Rossi)
- 1964 : Melbourne (avec Leandro Faggin)

### Championnats d'Europe
- 1957
  -  Champion d'Europe de l'américaine (avec Reginald Arnold)

### Championnats nationaux
- Champion d'Italie de vitesse amateurs en 1942

## Référence
1. ↑  (it) « Ciclismo, addio a Nando Terruzzi, il il "Gatto" delle Sei Giorni » dans La Gazzetta dello Sport du 10 avril 2014